# Ялтаран
Ялтаран (баш. Ялтыран) — деревня в Ишимбайском районе Республики Башкортостан Российской Федерации. Входит в состав Кулгунинского сельсовета.
С 2005 современный статус.

## География

### Географическое положение
В 6 км от деревни расположен исток реки Ималъелга.
Расстояние до:
- районного центра (Ишимбай): 107 км,
- центра сельсовета (Кулгунино): 20 км,
- ближайшей ж/д станции (Стерлитамак): 103 км.

## История
Название происходит от речки Ялтыран
До 29.04.1984 года входил в Кузяновский сельсовет. Указ Президиума Верховного Совета Башкирской АССР от 29.04.1984 года № 6-2/95 «О перечислении деревни Кабясово и посёлка Ялтаран из Кузяновского сельсовета в состав Кулгунинского сельсовета Ишимбайского района» постановил:

Перечислить деревню Кабясово и поселок Ялтаран из Кузяновского сельсовета в состав Кулгунинского сельсовета Ишимбайского района.— http://www.ufa.regionz.ru/index.php?ds=39920
До 20 июля 2005 года имел статус посёлка. 7 июля 2005 года Государственное Собрание — Курултай Республики Башкортостан приняло закон N 211-З «О внесении изменений в административно-территориальное устройство Республики Башкортостан в связи с образованием, объединением, упразднением и изменением статуса населенных пунктов, переносом административных центров». Он постановил:

6. Изменить статус следующих населенных пунктов, установив тип поселения - деревня:
27) в Ишимбайском районе:
 
а) поселка Козловский Салиховского сельсовета;
 
б) поселка Шихан Урман-Бишкадакского сельсовета;

в) поселка Ялтаран Кулгунинского сельсовета;— http://www.bashstat.ru/public/ElectronLibrary/Archiv/211-z.doc
В 2009 году согласно Лесному плану за счёт субвенций из федерального бюджета силами подрядных организаций возведена лесохозяйственная дорога с твердым покрытием протяженностью 26 км, соединяющая 4 населённых пункта Ишимбайского района: с. Кулгунино, д. Калу-Айры, д. Кабясово и д. Ялтаран.

## Население
| 2002 | 2009 | 2010 |
| ---- | ---- | ---- |
| 23   | ↗24  | ↘23  |

Национальный состав
Согласно переписи 2002 года, преобладающая национальность — башкиры (100 %).